# The Blueprint²: The Gift & The Curse
The Blueprint²: The Gift & the Curse – siódmy album amerykańskiego rapera Jaya-Z, wydany 12 listopada 2002 roku.
Podobnie jak cztery wcześniejsze albumy muzyka, tak i ten zadebiutował na miejscu 1. notowań, rozchodząc się w pierwszym tygodniu w ilości ponad 545 000 egzemplarzy.

## Lista utworów
CD 1
| Nr | Tytuł                  | Autor | Producent                 | Goście                                                                       |
| -- | ---------------------- | --- | ------------------------- | ---------------------------------------------------------------------------- |
| 1  | "A Dream"              | S. Carter, C. Wallace, K. West, S. Combs, J.C. Olivier, J. Mtume                                                     | Kanye West                | Faith Evans & The Notorious B.I.G.                                           |
| 2  | "Hovi Baby"            | S. Carter, J. Smith, K. Edmonds                                                                                      | Just Blaze                | Dodatkowy wokal: Christy Love                                                |
| 3  | "The Watcher 2"        | S. Carter, A. Young, W. Griffin                                                                                      | Dr. Dre                   | Dr. Dre, Rakim & Truth Hurts Dodatkowy wokal: Terri                          |
| 4  | "’03 Bonnie & Clyde"   | S. Carter, K. West, T. Shakur, D. Harper, T. Rouse, T. Wrice, P. Nelson                                              | Kanye West                | Beyoncé Knowles                                                              |
| 5  | "Excuse Me Miss"       | S. Carter, P. Williams, C. Hugo                                                                                      | The Neptunes              | Dodatkowy wokal: Pharrell Williams                                           |
| 6  | "What They Gonna Do"   | S. Carter, T. Mosley                                                                                                 | Timbaland                 | Sean Paul                                                                    |
| 7  | "All Around the World" | S. Carter, D. Wilson, G. Clinton Jr., W. Collins, Hawkins, J. Jefferson, C. Simmons, J. Vitti, J. Theracon, B. Hawes | No I.D.                   | LaToiya Williams                                                             |
| 8  | "Poppin' Tags"         | S. Carter, A. Patton, C. Mitchell, K. West, W. Robinson, R. Michael                                                  | Kanye West                | Big Boi, Killer Mike & Twista Dodatkowy wokal: Sleepy Brown i Debra Killings |
| 9  | "Fuck All Nite"        | S. Carter, P. Williams, C. Hugo                                                                                      | The Neptunes              | Dodatkowy wokal: Pharrell Williams i Tanisha Carnes                          |
| 10 | "The Bounce"           | S. Carter, T. Mosley                                                                                                 | Timbaland                 | Kanye West Dodatkowy wokal: Raje Shwari                                      |
| 11 | "I Did It My Way"      | S. Carter, C. Stanton, J. Kendrix, J. Revaud, G. Thibaut, P. Anka, C. Francois                                       | Jimmy Kendrix i Big Chuck |                                                                              |

CD 2
| Nr | Tytuł                             | Autor | Producent                  | Gościnny udział                                                        |
| -- | --------------------------------- | --- | -------------------------- | ---------------------------------------------------------------------- |
| 1  | "Diamond Is Forever"              | S. Carter, C. Stanton, T. Feemster                                                                                     | Ron Feemster and Big Chuck | Dodatkowy wokal: Michelle Rosario                                      |
| 2  | "Guns & Roses"                    | S. Carter, D. Myers, J. McCrea                                                                                         | Heavy D                    | Lenny Kravitz                                                          |
| 3  | "U Don't Know (Remix)"            | S. Carter, J. Grinnage, E. Murray, J. Smith, B. Byrd                                                                   | Just Blaze                 | M.O.P.                                                                 |
| 4  | "Meet the Parents"                | S. Carter, J. Smith | Just Blaze                 |                                                                        |
| 5  | "Some How Some Way"               | S. Carter, D. Grant, B. Jordan, J. Smith, M. McGloiry                                                                  | Just Blaze                 | Beanie Sigel & Scarface                                                |
| 6  | "Some People Hate"                | S. Carter, K. West, B. Russell                                                                                         | Kanye West                 |                                                                        |
| 7  | "Blueprint²"                      | S. Carter, H. Charlemagne, E. Morricone                                                                                | Charlemagne                |                                                                        |
| 8  | "Nigga Please"                    | S. Carter, C. Ries, P. Williams, C. Hugo                                                                               | The Neptunes               | Young Chris Dodatkowy wokal: Pharrell Williams                         |
| 9  | "2 Many Hoes"                     | S. Carter, T. Mosley                                                                                                   | Timbaland                  | Dodatkowy wokal: Timbaland                                             |
| 10 | "As One"                          | S. Carter, M. Cox, L. Pridgen, C. Ries, E. Del Barrio, K. Johnson, M. White, V. White, J. Smith, P. Ziyas, H. Muhammed | Just Blaze                 | Memphis Bleek, Freeway, Young Gunz, Peedi Crakk, Omillio Sparks & Rell |
| 11 | "A Ballad for the Fallen Soldier" | S. Carter, P. Williams, C. Hugo                                                                                        | The Neptunes               | Dodatkowy wokal: Marc Dorsey                                           |
| 12 | "Show You How"*                   | S. Carter, J. Smith | Just Blaze                 |                                                                        |
| 13 | "Bitches & Sisters"*              | S. Carter, J. Smith, I. Hayes, D. Porter                                                                               | Just Blaze                 |                                                                        |
| 14 | "What They Gonna Do Part II"*     | S. Carter, D. Branch                                                                                                   | Darrell "Digga" Branch     |                                                                        |